# Zsuffa Zsolt
Zsuffa Zsolt (1972 –) Ybl Miklós-díjas magyar építész.

## Életpályája
Az Ybl Miklós Műszaki Főiskolán kezdte szakmai tanulmányait 1990 és 1993  között a Magasépítési Szakon, majd 1993-ban TEMPUS ösztöndíjjal a Glasgow College of Buildingnél kezdte meg. 1994 és 1996 között az  YMMF-nél vett részt  Építész Tervező Szakmérnöki képzésen. 1995 és  1998 között a  Kós Károly Egyesülés Vándoriskolája következett, végül 1998 és 2000 között a Magyar Építőművészek Szövetsége Mesteriskolájába járt - egy évet töltött Karácsony Tamás munkatársaként.

## Szakmai tevékenysége
- 1991 - 1995    YMMF. Népi Építészeti Tudományos Diák Kör
- 1994.               Vegyépszer Rt. Tervezési Irodájában beosztott építész tervező
- 1995 - 1998    A KKE. Vándoriskolája idején beosztott építész tervező
- 1999 - 2000    Önálló tervezői tevékenység
- 2000 -             Zsuffa és Kalmár Építész Műterem Kft-ben vezető tervező (Kalmár Lászlóval)
- 2001 -             Zuglói Polgármesteri Hivatalban rendszeres tervzsűror (Főépítészi iroda)
- 2002 -             BMGE. Középülettervezési Tanszéken külső korrektor
- 2007 -             BMGE. Diploma Záróvizsga Bizottsági tag
- 2008.               Közös munkák a Galway-i Paul Dillon Architects irodával - Írország
- 2008 -             Budapesti Építész Kamara Felügyelő Bizottsági tag

## Díjai, kitüntetései
- 2003    Az év szép háza (Családi ház, Budapest XVI.)
- 2004    Budapest Építészeti Nívódíja – Dicsérő Oklevél (Társasház, Budapest XVI.)
- 2005    Média Építészeti Díja (Családi ház, Budapest II.)
- Homlokzati Nagydíj (Családi ház, Budapest III.)
- Molnár Péter-díj
- 2006    Pest Megyei Építészeti Nívódíj – I. díj (Városháza, Budaörs)
- 2007    Mestermű – Az év családi háza – II. díj (Családi ház, Budaörs)
- Az Év Akadálymentes Épülete – Díj (Városháza, Budaörs)
- Pro Architectura díj (Városháza, Budaörs)
- 2008    Érdi Építészeti Nívódíj (Családi ház, Érd)
- 2010    Ybl Miklós-díj
- 2019 Prima díj[1]

## Fontosabb tervei, épületei
- 1996    Millecentenáriumi emlékmű, Ipolyvarbó (Csontos Györgyivel, Molnár Mihállyal, Pintér Tamással és Urbán Árpáddal)
- 1997    Családi ház, Csömör
- Kollégiumépület átalakítása (Salamin Miklóssal)
- 1998    Családi ház, Budapest XI.
- 1999    Idősek otthona bővítése, Zebegény – máshogy épült meg
- Buszpályaudvar rekonstrukciója, Szolnok (Álmosdi Árpáddal) – nem épült meg
- Családi ház, Érd
- 2000    Irodaépület, Budapest X.
- Családi ház, Budapest XVI. - Az év szép háza Díj 2003

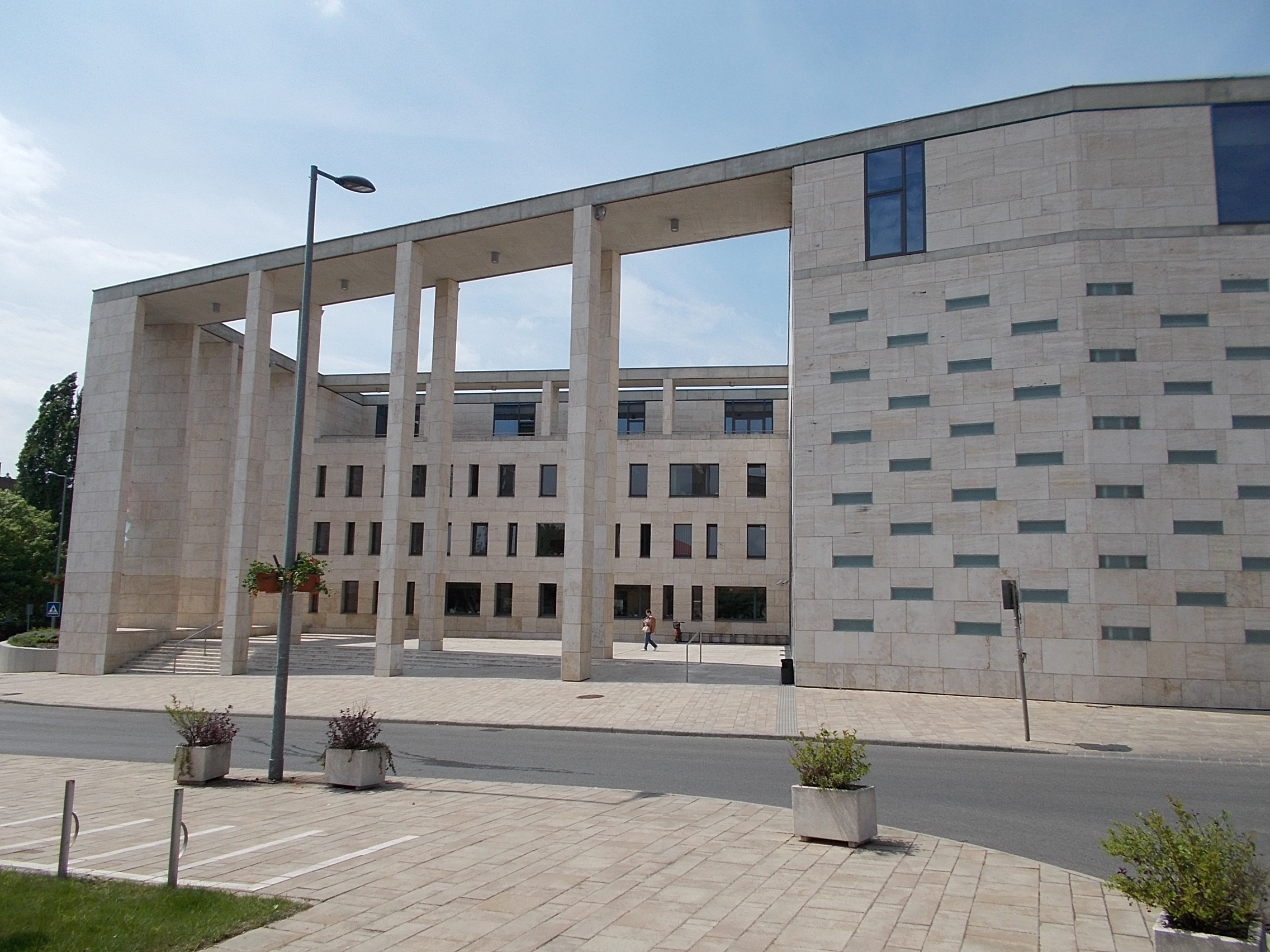
Budaörs: A városháza árkádjai

- 2001    Társasház, Budapest XVIII. (Kalmár Lászlóval)
- Családi ház, Budapest XVI.
- Társasház, Budapest XVI. (Kalmár Lászlóval) - Budapest Építészeti Nívódíja – Dicsérő Oklevél
- 2002    Borászat, Balatonlelle (Kalmár Lászlóval)
- Raktárcsarnok, Budapest X.
- Családi ház, Budapest II. (Kalmár Lászlóval) - Média Építészeti Díja
- 2003    Széchenyi tér rendezése, Esztergom (Kalmár Lászlóval) – nem épült meg
- Családi ház, Budapest III. (Kalmár Lászlóval) - Homlokzati Nagydíj
- Városháza bővítése, Budaörs (Kalmár Lászlóval) - Pest Megyei Építészeti Nívódíj, Pro Architectura Díj[2]
- Családi ház, Göd (Kalmár Lászlóval)
- 2005    Társasház, Budapest XII. (Kalmár Lászlóval)
- Családi ház, Érd
- 2006    100 férőhelyes óvoda, Budaörs (Kalmár Lászlóval)
- Családi ház, Csömör
- 2007    Wabi Szépségközpont, Hévíz (Kalmár Lászlóval)
- Családi ház, Budapest XVI.
- 2008    HungaroControl Légiforgalmi Irányító Központ, Budapest (Kalmár Lászlóval)
- 2009    Társasházak, Budapest II. (Kalmár Lászlóval)

## Fontosabb pályázatok
- 1994    Volt orosz laktanya átalakítása, Budapest XVIII. / Hallgatói pályázat (Borsay Attilával, Kapy Jenővel) I. díj
- 1997    Autószalon és szerviz, Budapest XIV. / Zártkörű tervpályázat II. díj
- 2000    Művésztelep rekonstrukciója, Szolnok / Országos tervpályázat (Álmosdi Árpáddal és Csendes Mónikával) I. díj
- 2001    Személyhajó kikötő, nemzetközi forgalom számára, Esztergom / Országos tervpályázat (Kalmár Lászlóval) III. díj
- 2002    50 szobás szálloda, Szentendre / Meghívásos tervpályázat (Kalmár Lászlóval) II. díj
- 2003    Városháza bővítése, Budaörs / Országos tervpályázat (Kalmár Lászlóval) I. díj
- 2004    250 szobás szálloda és élményfürdő, Bp. Kopaszi gát / Országos tervpályázat (Kalmár Lászlóval, Kapy Jenővel) I. díj
- 2005    Sportcsarnok és uszoda Budaörs / Országos tervpályázat (Kalmár Lászlóval) Kiemelt megvétel
- Városháza bővítése, Budapest XVII. / Meghívásos tervpályázat (Kalmár Lászlóval)  II. díj
- Iskola és városi könyvtár, Esztergom / Országos tervpályázat (Kalmár Lászlóval, Herczeg Lászlóval)  III. díj
- 2006    ORCO Iroda komplexum, Budaörs / Meghívásos tervpályázat (Kalmár Lászlóval)  I. díj
- Budapest Szíve, Budapest V. / Országos tervpályázat (Kalmár Lászlóval, Kovács Zoltánnal)  Megvétel
- 24 tantermes általános iskola, Budaörs / Országos tervpályázat (Papp Glóriával) II. díj
- 2007    Csillag Erőd Nemzetközi Művésztelep, Komárom / Meghívásos tervpályázat (Kalmár Lászlóval) I. díj
- Kossuth tér rendezése, Budapest V. / Országos tervpályázat (Papp Glóriával és a Városi Tájkép Csoporttal) II. díj
- HungaroControl Légiforgalmi Irányító Központ, Budapest / Országos tervpályázat (Kalmár Lászlóval) I. díj
- 2009    Weöres Sándor Színház, Szombathely / Országos tervpályázat (Kalmár Lászlóval) I. díj
- 2010    UGM Art Gallery, Maribor (SLO) / Nemzetközi tervpályázat (Kalmár Lászlóval) Dicséret

## Kiállításai
- 1999    A 10 éves Vándoriskola kiállítása (BME. Budapest, YMMF. Budapest, PMMF. Pécs, IME. Budapest)
- A Zuglói Építészek Köre kiállítása (Zeg-Zug Zúglói Gyermekház, Budapest)
- 2002    Ybl-főiskolások a Mesteriskolán és a Vándoriskolán – Kapy Jenő tanítványai (N&n galéria, Budapest)
- 2003    KÖZBEN - A magyar építészet 15 éve a rendszerváltástól az EU-ba lépésig (Műcsarnok, Budapest)
- 2004    Budapest építészeti nívódíja 2004 (N&n galéria, Budapest)
- 2005    Öt év – Five Years / A Zsuffa és Kalmár Építész Műterem kiállítása (Budapest Galéria, Budapest)
- Emerging Identities – EAST (Deutsches Architektur Zentrum, Berlin)
- Piranesi Award (Piran, Szlovénia)
- 2006    Fiatalok Feketén Fehéren (MÉSZ. Budapest)
- 2007    Real East Expo (Syma Kiállítási Központ, Budapest)
- Pro Architectura Díj 2007 (Gödör Klub és VAM Design Center, Budapest)
- Meg nem épült Magyarország (Körzőgyár Galéria, Budapest)
- 2008    Bor + Építészet Nemzetközi kortárs építészeti kiállítás (Városi Művészeti Múzeum, Győr)
- CZHUPLSK XXI - Nemzetközi kortárs építészeti kiállítás (Nemzetközi Építészeti Triennlé, Krakkó)
- 2009    Wild, Wild East - Nemzetközi kortárs építészeti kiállítás (AIT Salon, Hamburg)